# Neophengus nanus
Neophengus nanus is een keversoort uit de familie Phengodidae. De wetenschappelijke naam van de soort is voor het eerst geldig gepubliceerd in 1948 door Wittmer.